# 武田豊樹
武田 豊樹（たけだ とよき、1974年1月9日 - ）は競輪選手。元スピードスケート選手。北海道斜里郡斜里町出身。釧路緑ヶ岡高等学校（当時）卒業。身長177cm、体重78kg → 85kg → 90kg。

## スピードスケート選手として
高校時代は同学年で後に長野オリンピック500m金メダリストとなる清水宏保よりも好成績を収める。高校卒業後に王子製紙スケート部に入部するも伸び悩み、日本競輪学校（当時。以下、競輪学校）入学を目指すために1997年に現役を一時引退し同スケート部を退部。当時の24歳未満という年齢制限で自身ラストチャンスだったが、二次の学科試験に落ち不合格となる。
失意の中、4畳半のアパートで男3人の共同生活を送るある日、仕事（橋本聖子議員の運転手）で訪れた成田国際空港で、海外遠征から帰国した清水と偶然再会。一緒に練習したことによりスピードスケートへの想いが徐々に沸きあがり、清水の計らいもあって1998年に現役復帰（所属は橋本聖子が設立した「セイコ・ハシモト・インターナショナル（SHI）」）。
清水と一緒に練習することで成績が向上し、2000/2001W杯カルガリー大会男子500mで優勝。2002年ソルトレークシティオリンピックの代表に選ばれる。オリンピック本番では500m8位、1000m16位に終わる。同大会後、ちょうどオリンピックの8位までの入賞者を対象に競輪学校の特別選抜入学の応募条件が29歳未満に引き上げられたこともあり、改めて競輪選手への転向を再び表明した。
転向当初はスケート選手との二足の草鞋を念頭に置いていたが、日本自転車振興会の許可が出ず断念した。

## 競輪選手として
競輪学校へは植松仁に次いで二人目となる異種目からの特別選抜入試により合格し、卒業後は日本競輪選手会茨城支部所属の選手として本拠地を取手競輪場に据え、十文字貴信の師匠にあたる川村恵三に弟子入りした（スケート時代の頃から川村の指導を得ていた）。
2003年7月4日に立川競輪場でデビューを果たし、初出走で初勝利も挙げたが、その2日後の決勝戦で落車による右鎖骨骨折の憂き目を味わう。しかしケガからの復帰後は快進撃を続け、デビューから約半年後の2004年1月13日にはA級3班からS級2班へ史上最速の特別昇級を果たしている。その後は一気に競輪界のトップクラスに位置する選手となる。同年7月、寬仁親王牌にGI初出場で決勝進出。デビュー387日は、グレード制移行後の最短記録である。
2005年1月からはラ・ピスタ新橋と契約し、公営競技初となる個人スポンサー名入りユニフォーム（左肩）を着用。年間獲得賞金上位(武田自身は最後の賞金枠6位)により、年末の最高峰レースのKEIRINグランプリ05へも出場した（3着）。
なお2006年にもヤンググランプリの出場選手として選抜されていたが、昨年既にKEIRINグランプリ(武田は獲得賞金上位最後枠の6位)に出場していたこともあり、自己都合を理由に出場を辞退している。この年4月から、KEIRINのCM「アスリートの思い」（井筒和幸監督）に主人公として出演した。
その後も特別競輪における活躍は見せるものの優勝とは縁遠い日々が続いていたが、2008年11月に広島競輪場で行われたふるさとダービーの決勝では、後方6番手から豪快に捲り切って優勝。GII初制覇と共に、この開催限りで廃止された、ふるさとダービー最後の覇者として歴史に名を刻んだ。また、この勝利により年間獲得賞金額が上位になり、2009年は初のS級S班格付となった。
2009年3月には岸和田競輪場で行われた日本選手権競輪の決勝において、最終バック5番手から捲りを放ち、ゴールでは加藤慎平との写真判定となったが微差で退け、ついに特別競輪初優勝を果たしタイトルホルダーとなった。6月の高松宮記念杯決勝では1期先輩に当たる9歳下の平原康多を番手に回してGI初優勝に導き、7月の寬仁親王牌決勝では平原の後位を回ったが、この時は着外に沈んだ。しかし7月25日に行われた、サマーナイトフェスティバル決勝戦を制し優勝。そして9月23日に行われたオールスター競輪決勝戦では再び平原康多の番手を回り、抜け出しに成功して優勝しGI2勝目を飾った。
これにより史上最高額の賞金王がかかったKEIRINグランプリ09では三度目となる平原の番手から抜け出し直線で粘ったものの、微差で海老根恵太の2着に敗れ、8百万円差で年間賞金総額2億円突破も逃した。
しかし2010年には2月に玉野競輪場で開催された東西王座戦東王座戦で平原の番手から抜け出し優勝を果たし、その後もSSシリーズ風光るでの決勝2着や、特別競輪の決勝に3回出走したことから、年間獲得賞金上位(5位)によりKEIRINグランプリ2010への出場を決定させた（6着）。
2011年は、2月に豊橋競輪場で開催された東西王座戦東王座戦と、4月に武雄競輪場で行なわれた共同通信社杯競輪春一番において、共に決勝で平原の番手から抜け出し優勝し、競輪祭での決勝2着を含め獲得賞金上位(4位)でKEIRINグランプリ2011への出場を決定させ、グランプリでは2着となったが乱入したファンに追いかけられるハプニングに遭った。
2012年は2月に高知競輪場で開催された東西王座戦東王座戦で3連覇を果たし、ふるさとダービー同様に最終開催の優勝者として名を刻むことになった。6月には生まれ故郷の北海道で初めて開催された第63回高松宮記念杯競輪の決勝において、冷静に3番手を確保してから直線抜け出して優勝し、3年ぶりのGI優勝を果たした。8月に四日市競輪場で行われたサマーナイトフェスティバルでも3年ぶりに優勝している。さらに12月には競輪祭の決勝で最終バックから捲って年間GI2勝を手にした。
自転車競技においても全日本プロ選手権自転車競技大会のケイリン種目で、2006年〜2009年まで4連覇、さらに2011年も優勝した。
2013年は4月4日の川崎記念初日11レースにおいて、通算300勝を達成した。その後も順調に賞金を積み上げてきたが、7月に高知記念での失格（後述）により「あっせん停止」処分を受け、以降2013年一杯まで欠場となった。さらに処分中の同年12月に日本競輪選手会から脱退して「SS11」を新選手会として立ち上げようとしたことに関し、中心的なメンバーとみなされたことで日本競輪選手会から2014年5月1日より1年間の自粛休場を勧告され、武田もこれを受け入れ2014年1月に復帰したが5月より再び欠場する。その後自粛期間が3ヶ月に短縮されたため、8月から再び復帰を果たした。（詳細はSS11 (競輪)の項を参照されたい）
その直後の第57回オールスター競輪の決勝において、混戦の中から3番手を確保して、最終2角からの捲りを決めて優勝し、2年ぶり5度目のGI優勝を果たしたと同時に、年末は2年ぶりにKEIRINグランプリ2014の出場を決めた。そのグランプリでは、競輪祭において自らの先行によって優勝に導いた平原康多の番手を回り、村上兄弟ら近畿ラインの反撃を受ける前に番手捲りを打ってグランプリ初優勝を果たし（21人目の覇者）、自身初となる年間賞金王も手にした。
2015年は第66回高松宮記念杯競輪の決勝において、捲る平原康多の後ろより最終ホームから自力に切り替える形で捲りを放ち、先に番手捲りを打っていた稲垣裕之の後ろに追いついてから直線で差し込み優勝する。その後第57回朝日新聞社杯競輪祭の決勝においても、一旦ホームで平原から離れたものの再度マークする展開から平原の捲りに追走しゴール直前で差し込み優勝している。
2016年は1月9日の和歌山G3初日にて落車棄権・帰郷。4月16日の高知G3準決勝でまくり、本年20走目で初勝利を果たした（前年12月8日の佐世保G3最終日特秀以来の1着）ほど前半は不調だったが、サマーナイトフェスティバルの決勝2着と第59回オールスター競輪の決勝4着で年間獲得賞金争いに加わり、競輪祭の決勝で優勝した平原康多の番手から2着に入ったことにより最後の賞金枠(8位)でKEIRINグランプリ2016への出場を決定させた。
2017年は地元・取手で行われた全日本選抜競輪で決勝2着に入り、日本選手権と高松宮記念杯競輪でも決勝に進出するなど、前半は好調をキープした。後半ではオールスター競輪の落車での骨折もあり、欠場するなど苦しんでいたが最終的には前半の貯金を活かして、賞金枠上位(最後枠から2番目の8位)としてKEIRINグランプリ2017へ出場を決めた。
2018年8月の第61回オールスター競輪（いわき平競輪場）ドリームレースで1着になった際、通算取得賞金15億円を突破した（通算10人目、現役選手4人目）。また年末のKEIRINグランプリ2018出場も決めた(獲得賞金ランク7位)。
2019年は5月の第73回日本選手権競輪二次予選で落車し1か月以上欠場したのを皮切りに、6月の第70回高松宮記念杯競輪初戦の東日本特別選抜予選でも落車して約2か月間欠場しただけでなく、9月22日の岐阜競輪GIII二次予選Aでもゴール直前で落車、その影響で以後同年はGIの寛仁親王牌、競輪祭も含めて同年末に復帰するまで3か月間も欠場が続いたため、同年の年間賞金獲得額で50位にも入れず(2019年の武田がビッグレースの決勝進出したのは2月のGI読売新聞社杯全日本選抜競輪4着のみ)、KEIRINグランプリの出場を逃しただけでなく、5年間続けたS班からの降格も決まった。ただ、それ以降も50歳を過ぎてもS級1班格付けを続けており、息の長い活躍を見せている。
2025年1月14日、大垣FI初日第6レース（予選）で勝利し、通算500勝を達成。S級創設（1983年4月）以降女子（4人）を含めて通算60人目の記録で、登録日から21年8か月13日、通算1637戦目での達成であった。規程に基づき、後日JKAより表彰予定。

## 主な獲得タイトルと記録
- 2009年 - 日本選手権競輪（岸和田競輪場）・オールスター競輪（松山競輪場）
- 2012年 - 高松宮記念杯競輪（函館競輪場）・朝日新聞社杯競輪祭（小倉競輪場）
- 2014年 - オールスター競輪（前橋競輪場）・KEIRINグランプリ（岸和田競輪場）
- 2015年 - 高松宮記念杯競輪（岸和田競輪場）・朝日新聞社杯競輪祭（小倉競輪場）
- 年間賞金王1回 - 2014年
- 年間獲得賞金2億円突破 - 2014年
- 通算500勝達成 - 2025年1月14日、大垣競輪場（表彰対象）

## 競走スタイル
かつては特筆されるほど群を抜く豊富なスタミナとトップスピードを誇り、先行した時のバテない力強さを生かして競輪界のトップクラスに上り詰めたが、自転車競技経験の短さからか自らラインの先頭に立つ時の作戦立てには弱い面があった。しかし近年、捲りが主体になってからは中団確保など位置取りの技術に優れ、番手を追走してからの差し脚もきわめて信頼できるもので、車間開けや牽制もこなす他、本格的な追込選手のように内を掬ってインを強襲することもあるほど戦術が豊富になっている。また本人談話で多く見られる「負けパターンを意識した競争」を徹底しており、横の牽制にも強いため大崩れがほとんどないのも特徴といえ、神山雄一郎など同地区の選手から全幅の信頼を置かれている。

## エピソード
- デビュー前からの実績などが認められたことにより、2006年から1年間ほど競輪のテレビCMに メインの選手として出演していた。
- デビュー後一時期までスピードスケートとの両立も考えていたようだが、競輪選手として専念するようになった。
- 同じ元スピードスケート選手であったことから、2007年にデビューした牛山貴広と2008年にデビューした今井裕介に対し、師匠として指導を行っている。
- 特に牛山に対しては厳しいダメ出しをしており、牛山の初完全優勝時には「これでは上にいけない」と叱責した。また、牛山念願の師匠同乗レースが2011年7月のサマーナイトフェスティバル（松山）で実現し、牛山の番手を回った武田は1着になったものの、「あんな先行をされては困る」と厳しく叱責した。
- 競輪選手としてS級昇格後の初レース（2004年01月19日西武園競輪場第9競走）では、1着9番、2着8番、3着7番・・・・・9着1番と、着順が外枠から順番になるという珍しい結果であった。
- KEIRINグランプリ2011で2着に入線した直後、ホームの観客席側から2人が金網を乗り越えてバンク内に乱入し、武田のそばに近寄よろうとして追いかけたものの、係員に取り押さえられるハプニングがあり、武田は身の危険を感じたとして競輪場側の管理体制を非難し、直後に行われた表彰式への出席を拒否した。なお、その後自らブログで、残念なことではあったが相手が2人とも未成年だったことに気づかず対応を過り軽率な発言をしてしまった[19][20]と述べている。
- 2013年7月25日の高知記念競輪（GIII）初日第11Rの特選競走において、打鐘の時点で先頭にいた中村一将の後ろに位置した際、並走していた根田空史への牽制を行うため中村から後ろへ離れていき、さらに中村がスパートした時点で反応が遅れ単騎で逃げる中村から大きく離されてしまった。結局、武田を含む7名[21]は中村の逃げ切りを許した上に大差で入線してしまったことにより、過度のけん制による追走義務違反で失格と判定され、即日帰郷かつ当面は高知競輪場を出禁とされた[22]。これによりJKAから『あっせん規制委員会』への諮問と8月末まで「あっせん保留」[23]による欠場を通知され、その後8月15日と16日の2日間にわたって行われた『あっせん規制委員会』で「あっせん停止」[23]の処分が決定したが、武田については起因により1ヶ月処分が上乗せされ、失格の日から8月末までの保留と9月から12月末までの停止を合わせた5ヶ月強相当のあっせんが停止される処分[24]が下された[25]。これにより2013年は高知の失格日より年末まで出走できず、KEIRINグランプリ2013の選考からの除外が決定したため、2009年から保ち続けてきたS級S班からも陥落した[26]。
- 埼玉の平原康多とは最初はラインを組まず別線だったが、よく連係した[27]神山雄一郎の助言もあって2010年代には「関東ゴールデンコンビ」[28]と呼ばれるまでの関係に至った[29][30]。

## 著作
- 「競輪選手 博打の駒として生きる」角川新書（2019年）